# Zhan Xugang
Zhan Xugang (占旭刚S, Zhān XùgāngP; 15 maggio 1974) è un ex sollevatore cinese.

## Carriera
Ha vinto due medaglie olimpiche nel sollevamento pesi, entrambe d'oro. In particolare ha conquistato l'oro sia alle Olimpiadi 1996 svoltesi ad Atlanta nella categoria 70 kg, che l'oro a Sydney 2000 nella categoria 77 kg.
Ha partecipato anche alle Olimpiadi 2004 nei pesi medi, terminando fuori classifica per aver fallito i tre tentativi di ingresso nella prova di strappo. Inoltre ha conquistato la medaglia d'oro ai Giochi asiatici di Hiroshima 1994 (nei 70 kg.) e di Bangkok 1998 (categoria 77 kg.), mentre ai Campionati asiatici di sollevamento pesi ha ottenuto due medaglie d'oro (1999 e 2000) ed una medaglia di bronzo (2004), tutte nei 77 kg.
Ai Campionati mondiali di sollevamento pesi ha vinto la medaglia d'oro a Guangzhou 1995 nei 70 kg. e la medaglia d'argento a Chiang Mai 1997 nella stessa categoria.
Nel corso della sua carriera di sollevatore ha realizzato 5 record mondiali, di cui 4 nei pesi leggeri (2 nello strappo, uno nello slancio ed uno nel totale) e 1 nei pesi medi (slancio).